# Wirtschaft Seattles

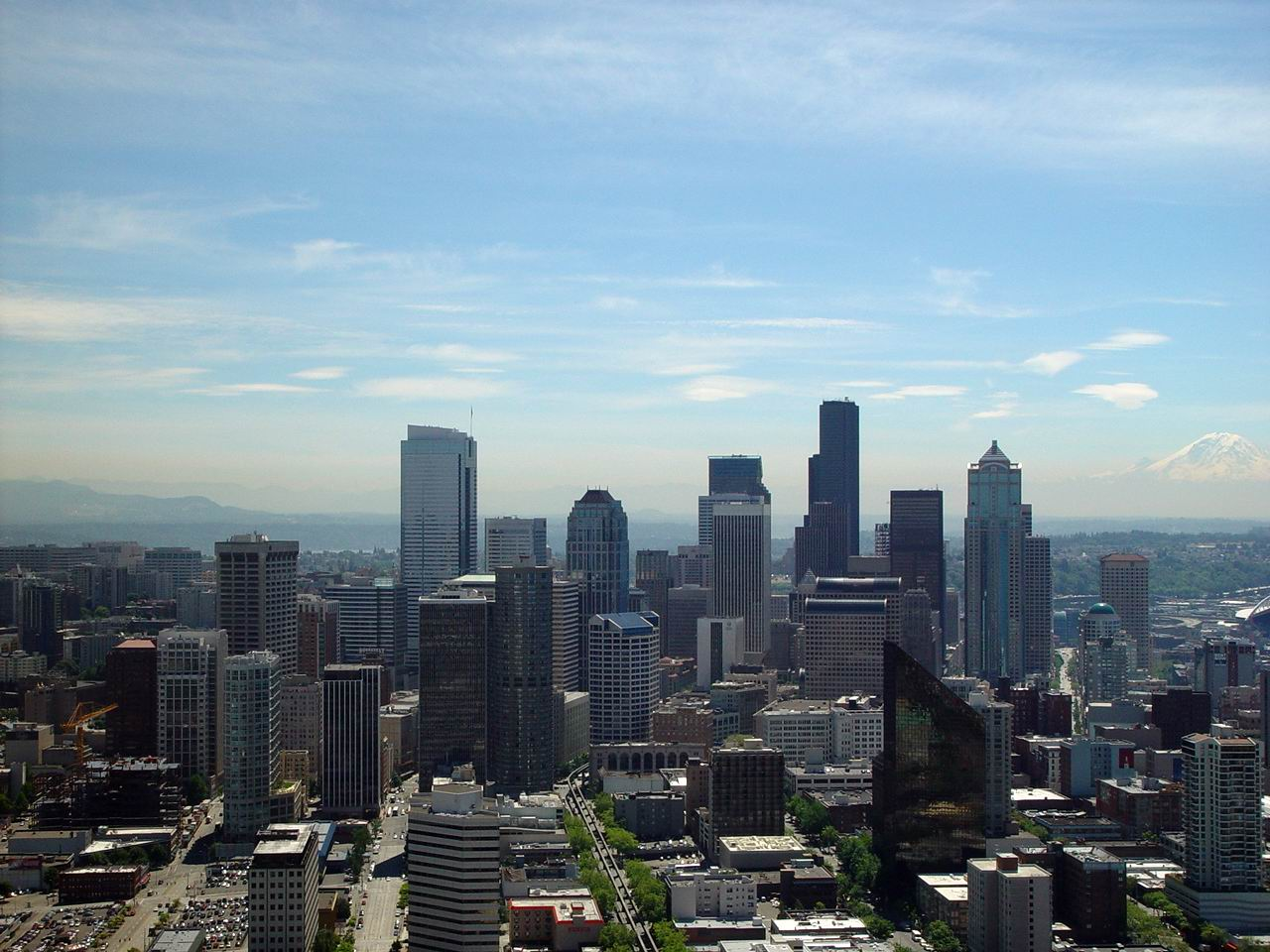
Central Business District (CBD) von Seattle

Der Wirtschaftsraum Seattle ist das Zentrum des amerikanischen Nordwestens und hat als zukunftsorientierter Wirtschaftsstandort eine weitreichende Bedeutung. Die Stadt dient mehreren global operierenden Unternehmen als Hauptsitz. Einen Schwerpunkt bilden dabei die Luft- und Raumfahrtindustrie sowie die Informationstechnik.

## Geschichte

### Die Anfänge

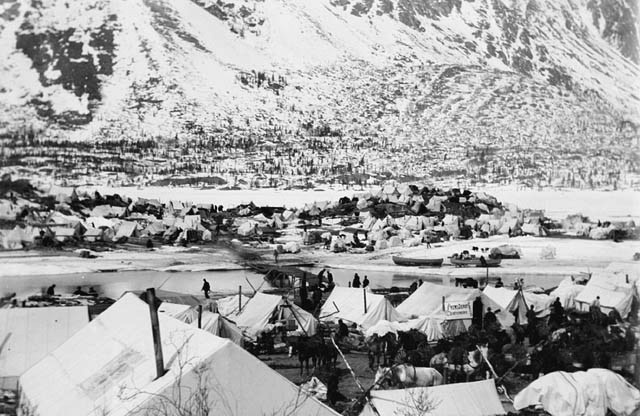
Goldgräbercamp in Yukon während des Klondike-Goldrausches

Im Jahr 1851 als meeresnahe Holzfällersiedlung gegründet, stellte die Holzindustrie in den frühen Anfangsjahren Seattles den wichtigsten Industriezweig dar. Nach einer Wachstumsverminderung aufgrund einer US-Wirtschaftskrise in den frühen 90er Jahren des 19. Jahrhunderts verzeichnete die Stadt ab 1897 durch den Goldrausch am Klondike einen Bevölkerungssprung, der durch die Siedlertrecks und die 1893 verlegte Eisenbahnlinie der Northern Pacific Railroad von Portland nach Seattle noch zusätzlich verstärkt wurde. Seattle war ein wichtiger Stützpunkt der Goldsucher auf ihrem Weg zu den Schürfgebieten, und so wuchs hier die Einwohnerzahl zwischen 1880 und 1910 von 3.500 auf 230.000, davon entfiel allein auf den Zeitraum von 1900 bis 1910 ein Zuwachs von ca. 150.000 Personen. Während dieser Boom-Phase entstanden mehrere Firmen, die bis heute existieren, so zum Beispiel UPS, Nordstrom und Eddie Bauer.

### 1900–1950
An den Goldrausch schloss sich im frühen 20. Jahrhundert die Hochzeit des Schiffbaus in Seattle an. Diese Entwicklung wurde durch die beiden Weltkriege noch verstärkt, da die Schiffsindustrie viele Kriegs- und Handelsschiffe produzierte. Auch die weiterhin wichtige Holzindustrie profitierte vom Schiffbau. Während der Weltkriege war Seattle außerdem ein wichtiger Flottenstützpunkt der Navy und viele Soldaten wurden über den Hafen der Stadt in die Kriegsgebiete verschifft. Der Zweite Weltkrieg verhalf auch dem Unternehmen Boeing, dem bekanntesten und wichtigsten Industrieunternehmen Seattles, zu einem guten Start. Nach der Gründung 1916 als “Pacific Aero Products Co.” erhielt Boeing während des Krieges zahlreiche Aufträge zum Bau schwerer Bomber und Kampfflugzeuge.

### 1950–2007

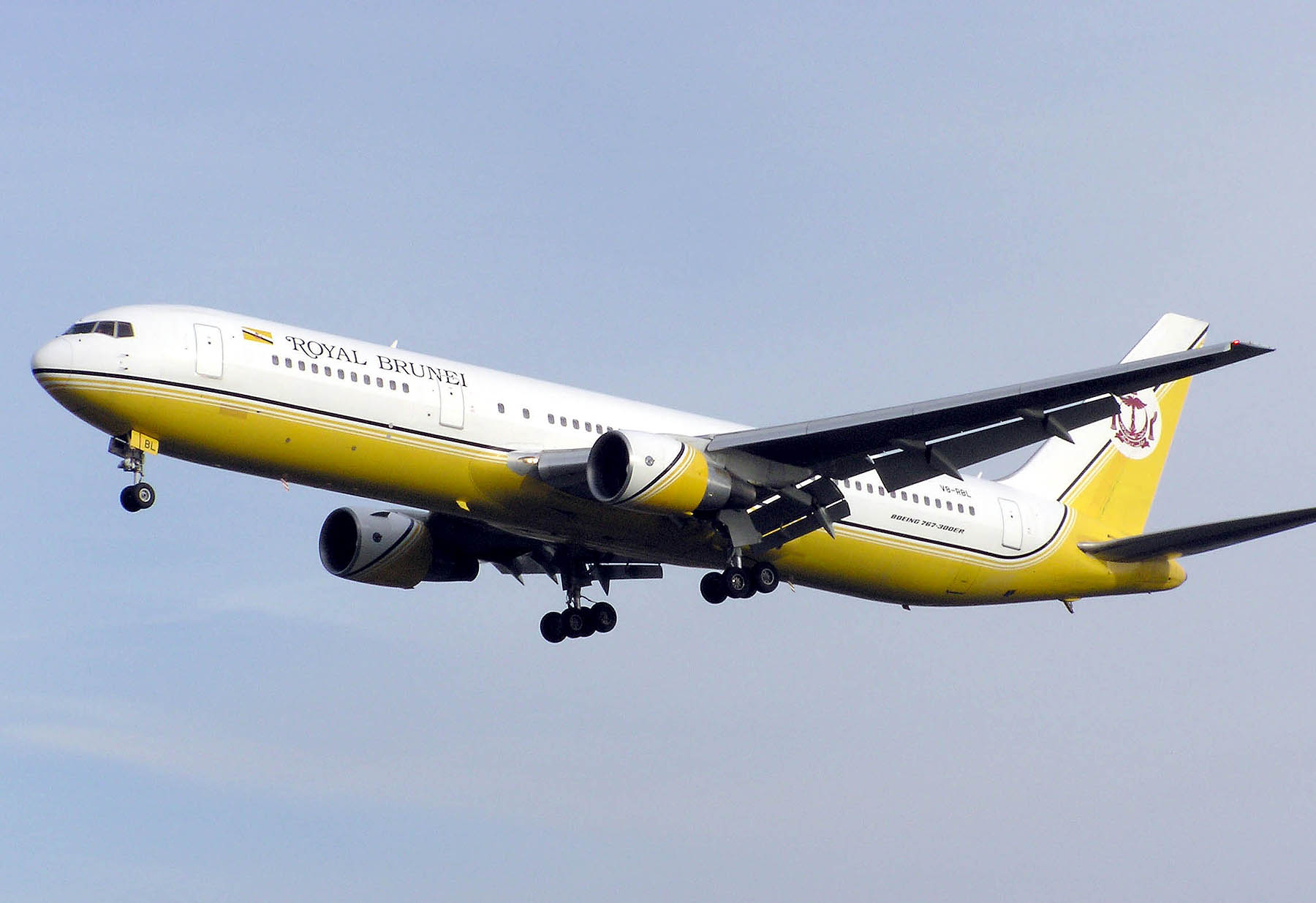
Boeing 767

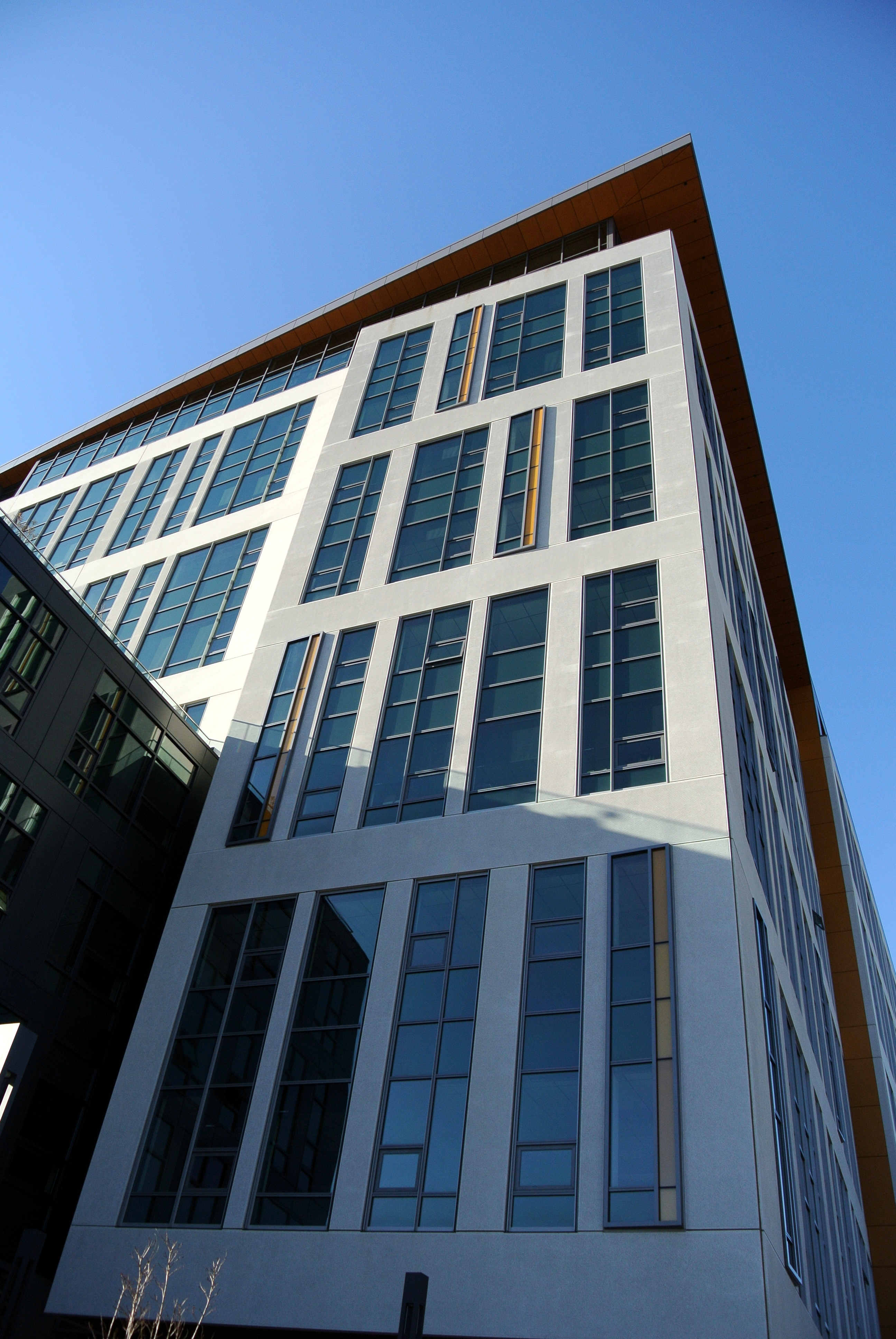
Teil des Hauptgeschäftssitzes von Amazon.com

Es mussten nach dem Krieg bei Boeing eine größere Zahl der kriegsbedingten und noch nicht ausgeführten Aufträge storniert werden. Jedoch erholte sich die Firma schnell, indem die ehemaligen Kriegsflugzeuge in zivile Maschinen umgebaut wurden.
Durch die aufkommende Zivilluftfahrt avancierte Boeing schnell zum größten Arbeitgeber der Region.
Nach einer schweren Krise der Zivilluftfahrt Anfang der 70er Jahre reduzierte Boeing die Belegschaft im Raum Seattle von 80.400 Beschäftigten Anfang 1970 auf 37.200 Ende 1971. Da Seattle durch die starke Abhängigkeit von Boeing kaum über freie Arbeitsplätze in anderen Branchen verfügte, verließen viele Bewohner die Stadt. Dies „inspirierte“ zwei Immobilienmakler dazu, das heute berühmte Schild an einer Ausfallstraße Seattles aufzustellen: „Will the last person leaving Seattle – turn out the lights“ (zu deutsch: „Der Letzte, der Seattle verlässt, macht bitte das Licht aus“).
In den folgenden Jahren erholte sich die zivile Luftfahrt von ihrer Krise und damit verbesserte sich auch die Lage bei Boeing wieder. Boeing verlegte 2001 seinen Hauptsitz von Seattle nach Chicago, die Produktionsstandorte um Seattle blieben jedoch davon unberührt.
Im Laufe der 1980er Jahre und besonders Anfang der 1990er Jahre erlebte Seattle eine weitere Boom-Phase durch den weltweiten Siegeszug des Computers. Dies ist im Besonderen mit dem Unternehmen  Microsoft verknüpft, welche bei Betriebssystemen für Heimcomputer einen Marktanteil von etwa 87 Prozent hält (Stand 2000). Weitere Unternehmen der New Economy, welche in Seattle gegründet wurden, beziehungsweise dort ihren Hauptsitz haben oder hatten, sind Amazon.com, aQuantive, Getty Images oder Real Networks.
Mit Cray und AT&T Wireless (zuvor Cingular Wireless) oder T-Mobile USA gibt es weitere Telekommunikations- oder Computerunternehmen, die in Seattle ihren Sitz haben.

## Ausblick

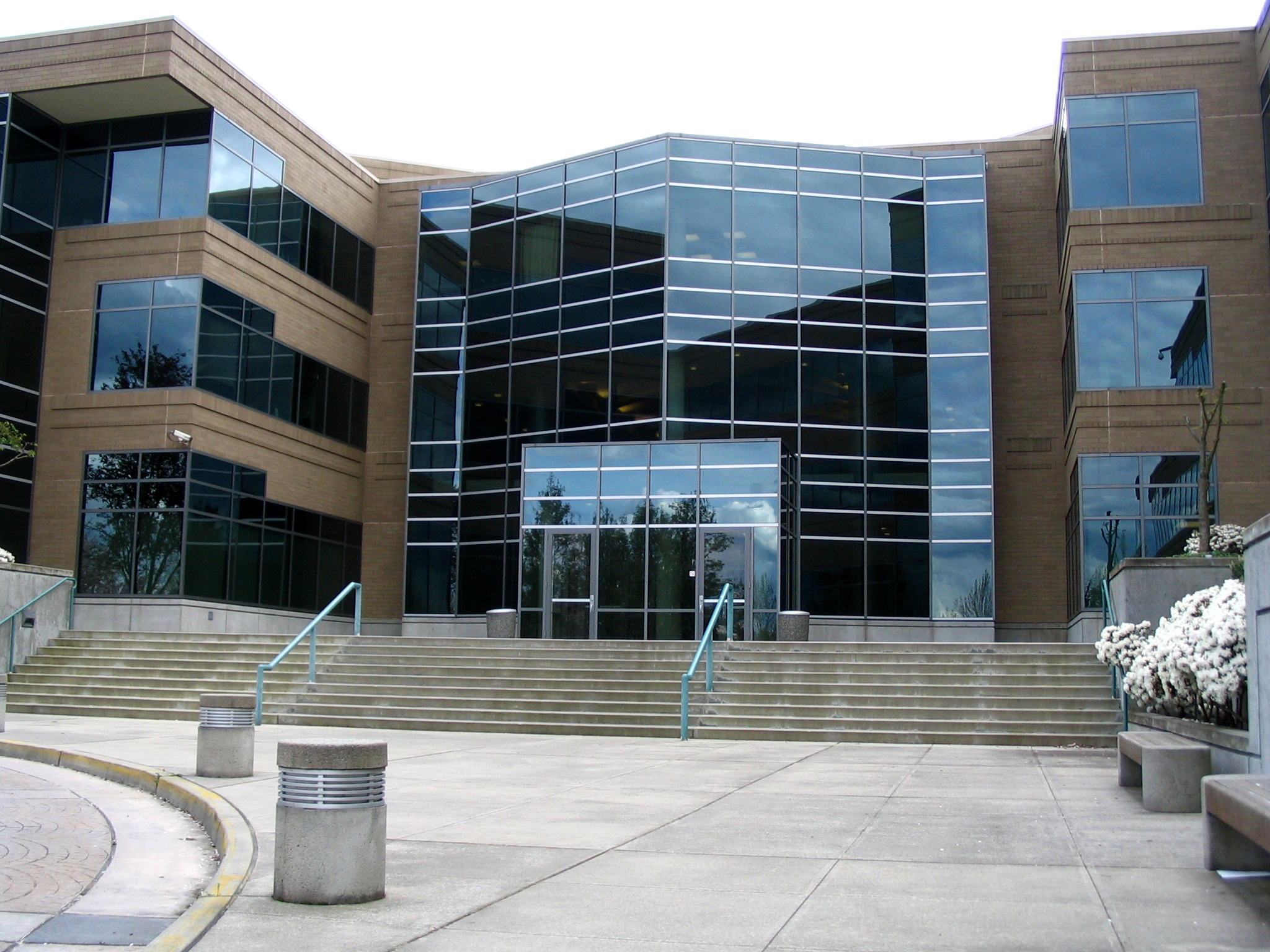
Gebäude Nr. 17 auf dem Microsoft-Campus in Redmond

Die wirtschaftliche Zukunft Seattles wird allgemein positiv beurteilt, so plant zum Beispiel Microsoft einen Neubau von Teilen des Firmengeländes in Redmond, in dem 7.000 – 15.000 Arbeitskräfte eingestellt werden sollen. Außerdem stellen weitere Weltkonzerne wie die Kaffeehauskette Starbucks, Washington Mutual, Costco Wholesale und Nintendo of America einen Garant für weiteres Wachstum dar.
Die wirtschaftliche Situation Seattles wird bei einem Vergleich des durchschnittlichen Haushaltseinkommens des Großraum Seattle mit dem Landesdurchschnitt deutlich. In Seattle erreicht dieser Wert $68.094, während er im Bundesstaat Washington bei $54.921 und im Landesdurchschnitt bei $49,252 liegt. Ein durchschnittlicher Haushalt in Seattle hat somit ein 28,1 % höheres Einkommen als im Staate Washington und sogar 46,3 % mehr Geld zur Verfügung als der Landesdurchschnitt der USA. Die Puget-Sound-Region ist mittlerweile der größte Pro-Kopf-Exporteur der USA und somit ein wichtiger Teil der Bekämpfung des amerikanischen Außenhandeldefizits. Die günstige Meereslage von Seattle führte dazu, dass der Hafen von Seattle heute zu einem wichtigen Handelsknotenpunkt für den Handel mit Alaska, China und Japan geworden ist.